# Maoricrambus oncobolus
Maoricrambus oncobolus är en fjärilsart som beskrevs av Edward Meyrick 1885. Maoricrambus oncobolus ingår i släktet Maoricrambus och familjen Crambidae. Inga underarter finns listade i Catalogue of Life.